# Norma programática
As normas programáticas consubstanciam programas e diretrizes para atuação futura dos órgãos estatais. Sua função é estabelecer os caminhos que os órgãos estatais deverão trilhar para o atendimento da vontade do Constituinte, para completar sua obra. O termo foi introduzido nos anos 1950 pelo constitucionalista italiano Vezio Crisafulli (Le norme “programmatiche” della Costituzione. In La Costituzione e le sue disposizioni di principio, Milano: Giuffré, 1952).
Segundo Jorge Miranda, são de aplicação diferida, e não de aplicação ou execução imediata; mais do que comandas-regras, explicitam comandos-valores; conferem elasticidade ao ordenamento constitucional; têm como destinatário primacial - embora não único - o legislador, a cuja opção fica a ponderação do tempo e dos meios em que vem a ser revestidas de plena eficácia (e nisso consiste a discricionariedade); não consentem que os cidadãos as invoquem já (ou imediatamente após a entrada em vigor da Constituição), pedindo os tribunais o seu cumprimento só por si, pelo que pode haver quem afirme que os direitos que delas constam, máxime os direitos sociais, tem mais natureza de expectativas que de verdadeiros direitos subjetivos; aparecem, muitas vezes, acompanhadas de conceitos indeterminados ou parcialmente indeterminados.
Normas de conteúdo programático são aquelas que, apesar de possuírem capacidade de produzir efeitos, por sua natureza necessitam de outra lei que as regulamente, lei ordinária ou complementar. Essas normas, portanto, são de eficácia mediata, e segundo essa corrente de entendimento têm que ser completadas posteriormente, só assim produzindo os efeitos desejados pelo legislador. Entretanto, constituem um marco constitucional, já que impedirão que se produzam normas infraconstitucionais que as contrariem no todo ou em parte, ensejando atos de declaração de inconstitucionalidade quando for o caso de afronte a seus preceitos.
Segundo José Afonso da Silva, são aquelas que traçam princípios a serem cumpridos pelos órgãos estatais (legislativo, executivo, judiciário e administrativo) visando à realização dos fins sociais do estado.(Aplicabilidade das normas constitucionais, p. 138)